# كيث غوردون
كيث غوردون (بالإنجليزية: Keith Gordon)‏ (و. 1961 – م) هو ممثل، وممثل أفلام، ومخرج سينمائي، ومنتج أفلام، وكاتب سيناريو، وكاتِب، وممثل تلفزيوني، من الولايات المتحدة الأمريكية، ولد في مدينة نيويورك.

## وصلات خارجية
- كيث غوردون على موقع IMDb (الإنجليزية)
- كيث غوردون على موقع ألو سيني (الفرنسية)
- كيث غوردون على موقع أول موفي (الإنجليزية)
- كيث غوردون على موقع بوكس أوفيس موجو (الإنجليزية)
- كيث غوردون على موقع قاعدة بيانات الأفلام السويدية (السويدية)
- كيث غوردون على موقع إن إن دي بي (الإنجليزية)
- كيث غوردون على موقع قاعدة بيانات الفيلم (الإنجليزية)
- كيث غوردون على موقع كينوبويسك (الروسية)